# 861
861 foi um ano comum do século IX, que teve início e fim a uma quarta-feira, no Calendário juliano. A sua letra dominical foi E.
| Ano completo                        |
| ----------------------------------- |
| Ano comum com início à quarta-feira |